# پرچم باهاما
پرچم باهاما برای اولین بار در ۱۰ ژوئیه ۱۹۷۳ به رسمیت شناخته شد. به‌عنوان پرچم ملی شناخته می‌شود و همچنین دارای تناسب ۱:۲ می‌باشد.